# Piratería del asfalto
Los piratas del asfalto es el término que se utiliza para referirse al asalto y robo de mercancía a vehículos de transporte dentro de sus rutas. Los asaltos suelen llevarse a cabo por bandas de delincuentes conformadas por células independientes y sin contacto entre sí más allá del organizador. Existen distintas modalidades y suelen estar suficientemente armados, para amedrentar a los chóferes de los camiones o vehículos que asaltan.
En la Argentina por ser un problema frecuente los transportistas, industriales y empresas de seguridad han reclamado y logrado crear fiscalizarías especializadas en esta modalidad delictiva

## Tipificación penal
Puede encuadrar en el tipo penal de robo agravado y asociación ilícita.

## Contramedidas
Se suele contratar seguros contra robo donde las aseguradoras exigen que exista personal de custodia de mercadería en tránsito, es decir la contratación de una empresa de seguridad privada que cuente con vigilantes de seguridad con autorización para portar armas.
También existen distintos elementos tecnológicos colocados dentro de los camiones que permiten rastrear las cargas, detectar apertura de puertas y detener la marcha del vehículo.
A su vez es aconsejable la colocación de gigantografías de la chapa patente del camión en los distintos costados para que sea de fácil identificación ante un robo.
También surge el envío de la mercadería de forma parcializada cuestión de que el robo de un camión con por ejemplo el par izquierdo de calzado les resulte inútil si no adquieren también el par derecho.